# Mariedda
Mariedda (titolo originale: In s’abba) è un sonetto del poeta nuorese Pasquale Dessanay (o Pascale Dessanai; 1868-1919) i suoi versi divennero un canto d'autore di ispirazione folklorica grazie al noto brano corale adottato sin dalle prime apparizioni nel repertorio dal Coro di Nuoro; che nel 1975 lo incluse nell'LP Canti popolari della Sardegna con l'arrangiamento di Gian Paolo Mele.

## Il testo
Secondo Emilio Pasquini dall'incipit della poesia di Dessanai (Fit una die ’e iberru mala e fritta, / fit bentu, fit froccande a frocca lada… ‘Era una giornata d’inverno fredda e brutta, / c'era vento, nevicava a larghi fiocchi’) sembrano quasi riemergere i primi versi di un sonetto di Francisco de Quevedo: Miro este monte que envejece enero/ y cana miro caducar con nieve / su cumbre… tratto da Las tres ultimas musas castellanas. 
Il sonetto racconta la storia della giovane Mariedda che, mandata alla fontana per portare una brocca d'acqua, inciampa e rompe la brocca. La bambina piange e si dispera pensando alla punizione che l’attende (li cazzan su frittu chin sa socca ‘gli levano il freddo con la frusta’). Scrive Giancarlo Porcu:
Dessanai non era nuovo alla rappresentazione di ragazze sognanti. Ovviamente si pensa a Cherrende, dove il contrasto sogno/realtà rientra tutto nel motivo amoroso che regge il componimento, mentre con In s’abba siamo nuovamente nell’orizzonte di un realismo sociale. Infatti, posto anche che la figura di Mariedda non alludesse propriamente a una condizione “servile”, essa rimanderebbe comunque a quelle condizioni di subalternità della donna che trapelano anche da alcune pagine della Deledda.»

## Altre versioni
- Gruppo Nuova Generazione, Cantu A Boghe Noa (LP), 1979   Durium Start LP. S. 40063,